# Médias aux Kiribati
Les médias aux Kiribati sont relativement peu développés dans ce petit État insulaire en développement, dont l'éclatement géographique complique leur diffusion.
Bien que la Constitution des Kiribati garantisse la liberté d'expression (sans toutefois faire mention de la liberté de la presse), les médias sont, sous le gouvernement de Taneti Maamau, de fait parfois surveillés « pour s'assurer que leurs contenus ne contredisent pas les messages du gouvernement ».

## Presse écrite
La Broadcasting and Publications Authority (« Autorité de radiodiffusion et des publications »), organisme public, publie depuis les années 1980 l'organe de presse hebdomadaire Te Uekera, en gilbertin uniquement. Il est toutefois distribué uniquement sur l'atoll de Tarawa -où se trouve la capitale, Tarawa-Sud- « en raison du coût et des défis logistiques » que présenteraient son acheminement aux autres îles du pays. Il a toutefois un site web, et publie également des contenus sur Facebook. Recevant peu de financement public, Te Uekera se finance principalement via des revenus publicitaires.
Les différentes églises chrétiennes publient des lettres d'information et des périodiques qui constituent « d'importantes sources d'information » sur le plan local et sont la seule presse écrite disponible en dehors de Tarawa.
L'hebdomadaire Kiribati Newstar, privé, a cessé d'être publié vers 2024.

## Médias audiovisuels
Taotin Media, média privé, possède les deux seules chaînes de télévision du pays : Kiri One TV, qui diffuse en clair, et Wave TV, chaîne payante. Dotée de trois reporters, la chaîne Kiri One diffuse des programmes d'information, en gilbertin, du lundi au samedi, ainsi que sur sa page Facebook.
La Broadcasting and Publications Authority gère Radio Kiribati, « la seule chaîne d'information qui atteigne presque tout le pays ». Elle diffuse en gilbertin. Radio Kiribati dispose par ailleurs d'un site web et d'une appli. Parmi ses émissions se trouve Nimaua Akea, un quiz interactif et populaire organisé par le gouvernement, qui porte sur des questions de culture, d'histoire et d'actualités. Radio Kiribati est toutefois handicapée par un matériel vieillissant, qui dysfonctionne parfois, ainsi que par un manque de fonds, qui la rend dépendante de revenus publicitaires.
Les Mormons ont une chaîne de radio privée, Kiribati Hope.

## Internet
Quelque 49 % des Gilbertins ont accès à Internet en 2022. L'atoll de Tarawa et l'île Kiritimati sont les seuls à avoir un accès fiable à Internet, et certaines îles en sont entièrement dépourvues.
Kiribati Newsroom est un média privé diffusant des actualités locales, nationales et internationales uniquement sur Facebook.